# Sint-Sebastianuskerk (Herpen)
De Sint-Sebastianuskerk is een rooms-katholieke kerk in de Nederlandse plaats Herpen. De kerk is gewijd aan de heilige Sebastiaan. Als tweede beschermheilige heeft de kerk Hubertus van Luik.
Het oudste gedeelte van de kerk is de toren. Deze komt uit de 14e eeuw. Het gotische priesterkoor, aan de andere zijde van de kerk gelegen, stamt uit de 15e eeuw. Het tussenliggende driebeukige schip, ontworpen door Caspar Franssen, is in 1907 toegevoegd. Hierbij werd het bestaande schip vervangen door een schip dat even hoog is als het priesterkoor, dat daarvoor een verhoogd gedeelte was. In dit schip is gebruik gemaakt van bundelpijlers en een triforium. De toren bestaat uit drie geledingen en wordt bekroond met een ingesnoerde torenspits. De toren wordt geflankeerd door een traptoren. In de toren is een eikenhouten klokkenstoel aanwezig met een klok gegoten door G. de Hintum in 1432. Het aanwezige uurwerk is afkomstig van klokkengieterij Eijsbouts. In 1907 zijn ook andere onderdelen aan de kerk toegevoegd, zoals de sacristie, mariakapel, doopkapel en bidkapel.
In de kerk zijn gewelfschilderingen aanwezig die bij de renovatie in 1907 zijn teruggevonden. In deze schilderingen zijn heiligen opgenomen en het wapen van Filips van Kleef, de opdrachtgever van de schilderingen. Daarnaast is er een 13e-eeuws hardstenen doopvont aanwezig.
De kerk is in 1965 aangewezen als rijksmonument. 

## Galerij

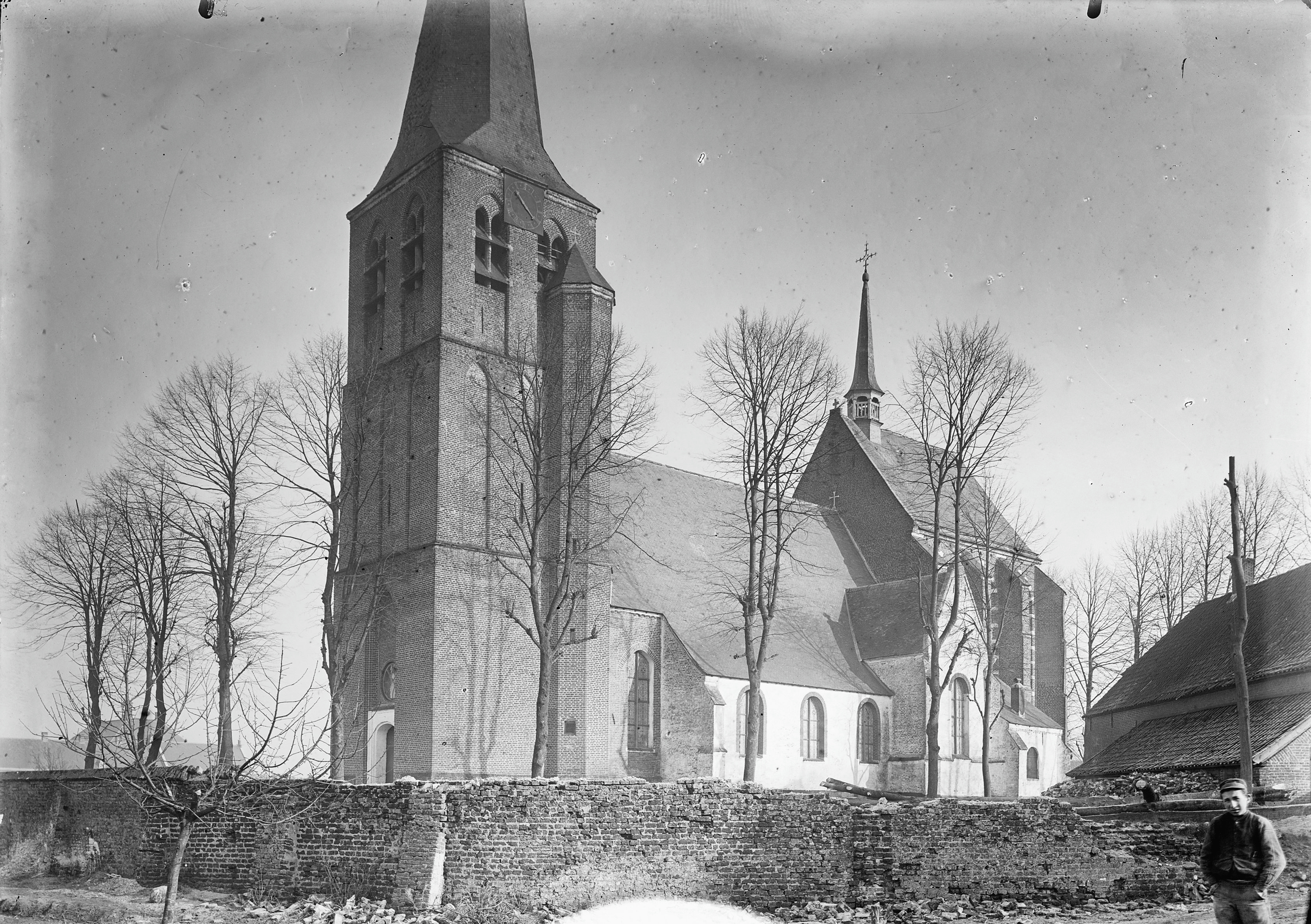
Aanzicht in 1897
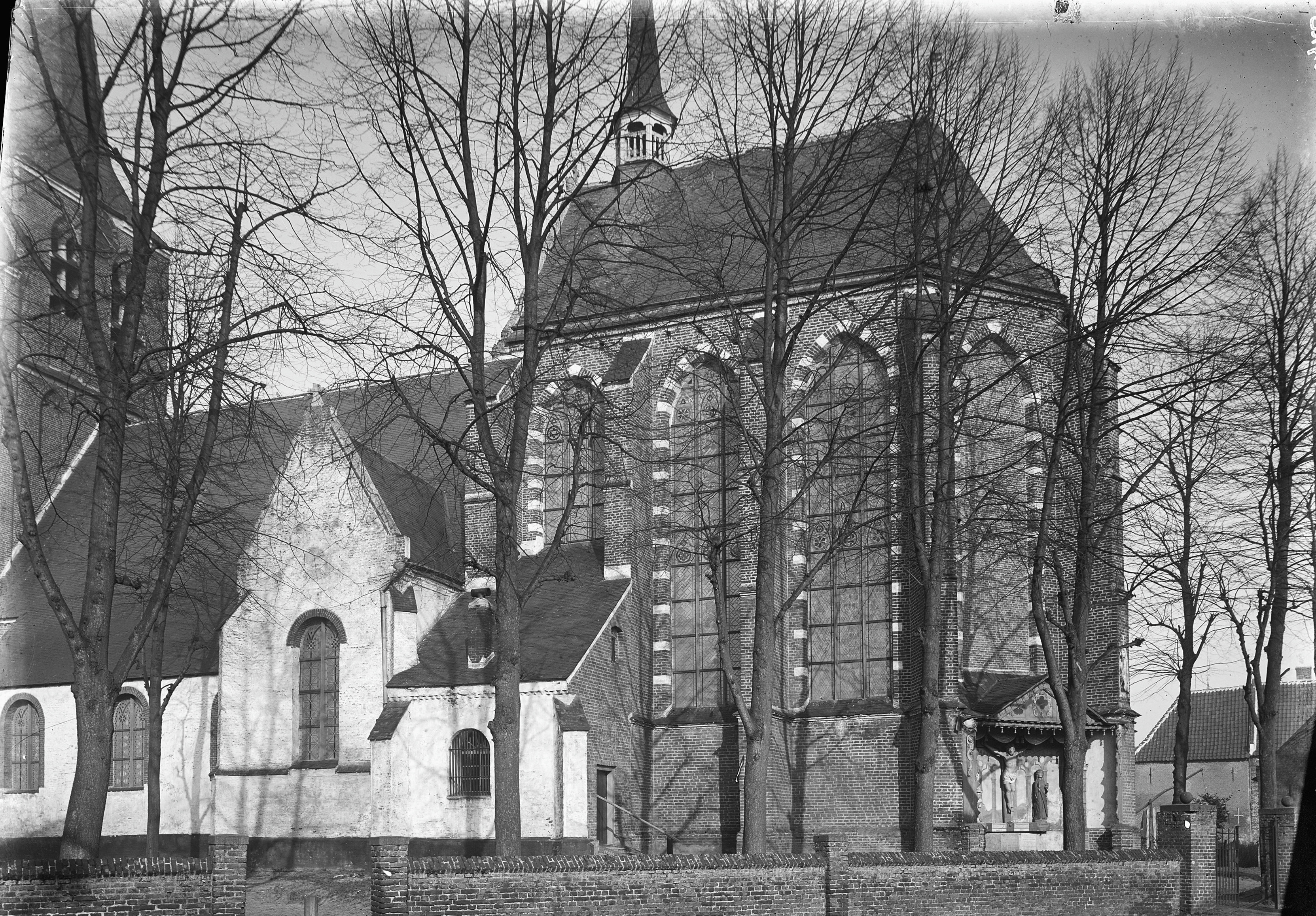
Priesterkoor in 1897
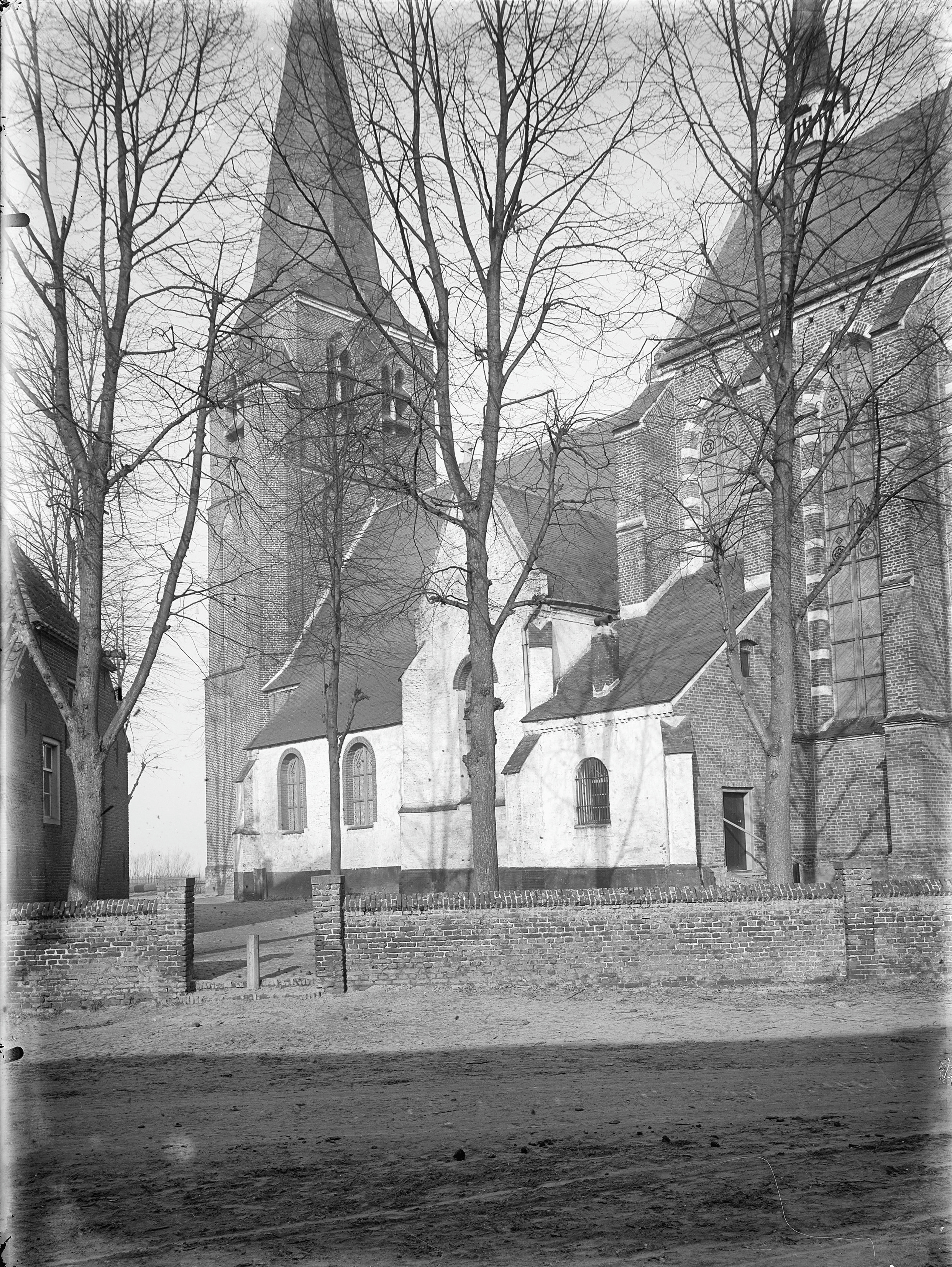
Zuidoostzijde in 1897